# Villa Maurer (Potsdam)

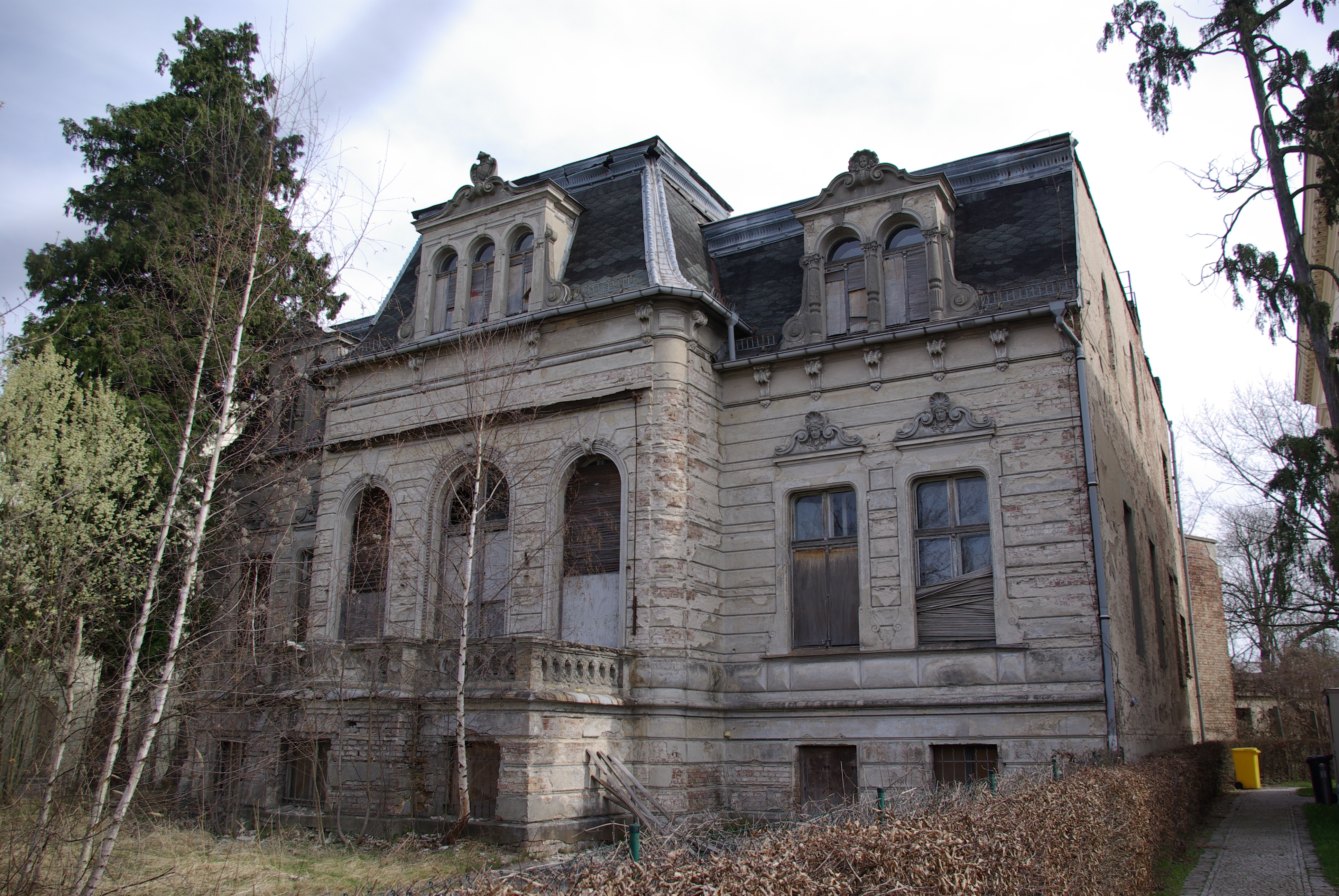
Villa Maurer, Puschkinallee 6

Die Villa Maurer ist ein denkmalgeschütztes Gebäude in Potsdam. Die Villa steht in der Nauener Vorstadt, Puschkinallee 6.

## Geschichte
Die Villa in der damaligen Capellenbergstraße 6 entstand 1890/91 für Innungszimmermeister Ernst Maurer. Der Baumeister ist unbekannt. „Der Innungszimmermeister […] zeichnete verantwortlich“, aber ob „[…] Maurer den Bau selbst entworfen hat, muß offen bleiben.“ 1891 stellte er zudem einen Bauantrag für ein Stallgebäude mit Remise und Kutscherwohnung. Maurer bewohnte die Villa nicht selbst, sondern vermietete sie. Zu den Bewohnern gehörten unter anderem der General der Kavallerie Emil von Albedyll und der General der Kavallerie z. D. Adolf von Bülow.
In den Potsdamer Adressbüchern für 1905 und 1907 ist der Rentner Adolph Renner als Eigentümer vermerkt und 1909 Carl (Karl) von der Goltz, der zu dieser Zeit Major im Stab des 3. Garde-Ulanen-Regiments war (laut Eintrag im Adressbuch für 1912 Oberstleutnant und Flügeladjutant Seiner Majestät des Kaisers sowie Kommandeur des 3. Garde-Ulanen-Regiments. Laut Adressbuch für 1914 Oberst und Flügeladjutant Seiner Majestät des Kaisers).
Spätestens ab 1922 war Generalleutnant z. D. Erich von Redern der nächste Eigentümer. In den darauffolgenden Jahren wechselten die Eigentumsverhältnisse mehrfach zwischen Erich von Redern und seiner zweiten Ehefrau Else von Redern, geborene Kaempf (1877–1933). Spätestens ab 1934 gehörte das Anwesen Fritz Kemmler, Leutnant a. D. und Bankbeamter, im Adressbuch für 1938/39 Fabrikbesitzer. Erich von Redern wohnte jedoch noch bis 1936/37 im Haus.
Zu DDR-Zeiten gehörte die Villa der Stadt Potsdam und wurde von 1952 bis 1989 vom Kreisgericht Potsdam-Stadt genutzt. Das nach der Wende leerstehende Gebäude ist seit Anfang der 2000er Jahre in Privatbesitz. Anfang der 2020er Jahre wurde die Sanierung des Gebäudes abgeschlossen.

## Architektur
Das auf einem nahezu quadratischen Grundriss errichtete Gebäude ist eingeschossig mit Souterrain und französisierendem Mansardwalmdach. Das ausgebaute Dachgeschoss wird über rundbogige Zwillings- und Drillingsfenster belichtet. Aus der siebenachsigen Gebäudefront tritt ein Mittelrisalit mit abgerundeten Ecken hervor, dem ein Balkon vorgelagert ist. Die Schaufassade schmücken barockisierende Details und eine Putzbänderung. Der Eingangsbereich liegt auf der Nordseite. Dort erinnert eine Steintafel an einen der Bewohner: 

„In diesem Hause lebte im Ruhestande / von 1893 bis 1897 / DER GENERAL DER KAVALLERIE / E. VON ALBEDYLL / Generaladjutant u. Chef / des Militair Kabinets / KAISER WILHELMS DES GROSSEN / […] des Kürassier Regiments Königin / zuletzt kommandirender General / des VII. Armee Corps / geb. 1. April 1824 / gest. 13. Juni 1897“